# Shaftesbury Avenue

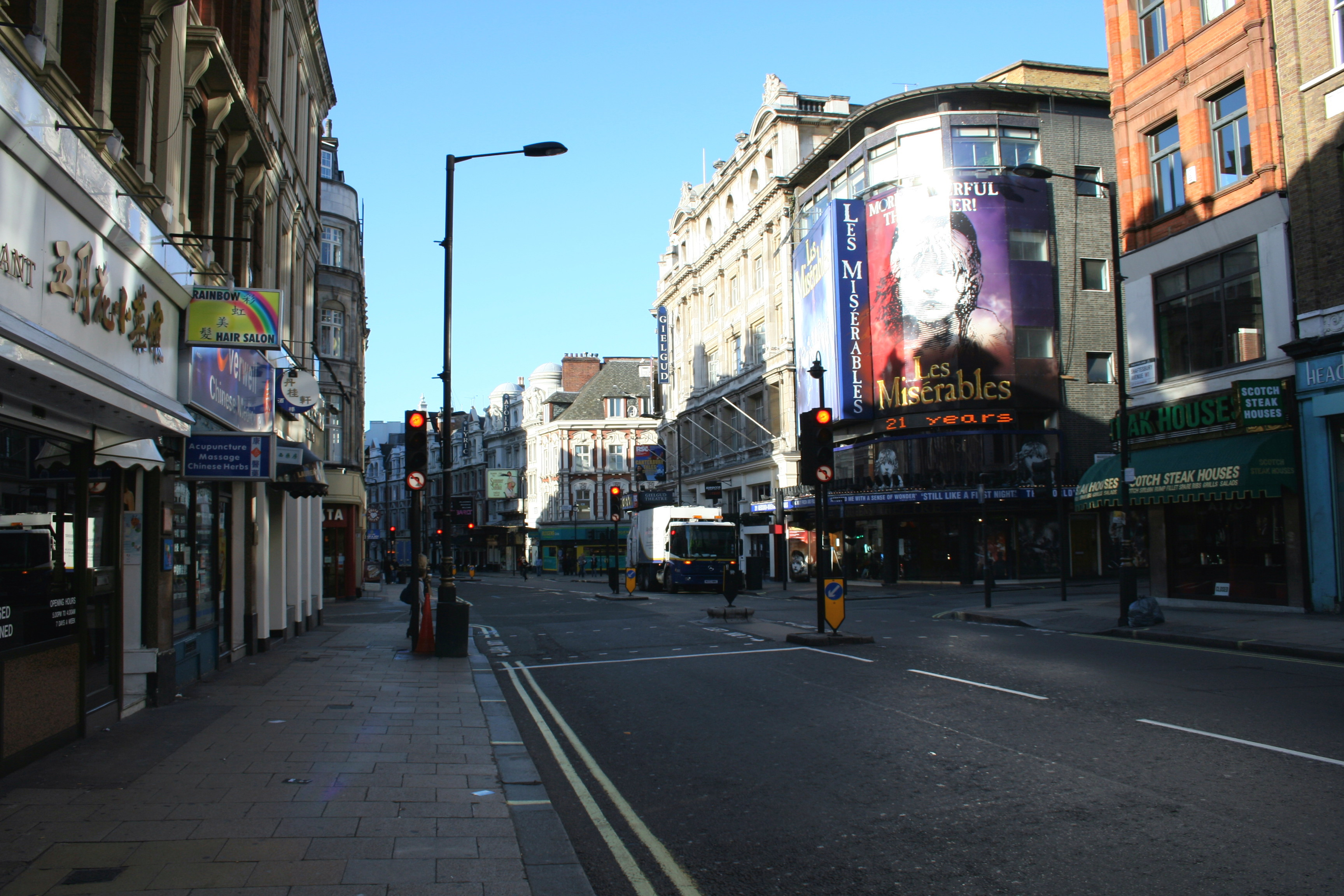
Shaftesbury Avenue op een rustige zaterdagmorgen

Shaftesbury Avenue is een belangrijke straat in de Londense West End. De straat loopt van Piccadilly Circus naar New Oxford Street en kruist Charing Cross Road ter hoogte van Cambridge Circus.
Shaftesbury Avenue is genoemd naar Anthony Ashley-Cooper, de 7de graaf van Shaftesbury, en werd tussen 1877 en 1886 ontworpen door architect George Vulliamy en ingenieur  Sir Joseph Bazalgette. De bedoeling was om een snelle noord-zuidverbinding te realiseren. Bovendien paste het ontwerp in het plan om de armzalige krotten in het centrum op te ruimen. De aanleg van Shaftesbury Avenue liep echter heel wat vertraging op omdat men niet op tijd nieuwe woongelegenheid kon vinden voor alle verdreven bewoners.
Shaftesbury Avenue wordt algemeen beschouwd als het hart van de Londense West End en herbergt tal van beroemde theaters:  Lyric Theatre, Apollo Theatre , Gielgud Theatre, Queen's Theatre, Palace Theatre en het Shaftesbury Theatre. Een ander belangrijk theater, het Saville Theatre, werd in 1970 een bioscoop en is sinds 2001 bekend als de Odeon Covent Garden. In het midden van de laan is ook de Curzon-bioscoop gevestigd.
Shaftesbury Avenue markeert ook het begin van Chinatown.